# John Ross (cercetător polar)
Sir John Ross (n. 24 iunie 1777 în Balsarroch, Wigtownshire, Scoția – d. 30 august 1856  în Londra) a fost un contraamiral și cercetător polar englez.
El a descoperit în anul 1818 regiunea Thule din Groenlanda, iar între anii 1829 - 1833, împreună cu nepotul său James Clark Ross a explorat arhipelagul canadian, unde descoperă peninsula Boothia și insula King William, el va ajunge până la punctul magnetic de la polul nord.